# لوسی فرای
لوسی الیزابت فرای (به انگلیسی: Lucy Elizabeth Fry) (زاده ۱۳ مارس ۱۹۹۲) یک هنرپیشه اهل استرالیا است. وی از سال ۲۰۰۷ میلادی تاکنون مشغول فعالیت بوده‌است.
او در فیلم‌های آکادمی خون‌آشام‌ها (۲۰۱۴)، آقای چرچ (۲۰۱۶)، درخشان (۲۰۱۸)، و مینی‌سریال ۱۱٫۲۲٫۶۳ ایفای نقش کرده‌است.

## فیلم‌شناسی
| نام فیلم                | سال  | نقش           | یادداشت‌ها                  |
| ----------------------- | ---- | ------------- | -------------------------- |
| در ازای صبحانه          | ۲۰۰۹ |               | فیلم کوتاه                 |
| آکادمی خون‌آشام‌ها        | ۲۰۱۴ | لیسا درگومیر  |                            |
| اکنون عسل را اضافه کنید | ۲۰۱۵ | هانی هالووی   |                            |
| رابط دانشگاهی           | ۲۰۱۵ | الکس هیز      |                            |
| آقای چرچ                | ۲۰۱۶ | پاپی          | با نام اولیه هنری ژوزف چرچ |
| تاریکی                  | ۲۰۱۶ | استفانی تیلور |                            |
| درخشان                  | ۲۰۱۷ | تیکا          | فیلم اینترنتی              |
| او گم شده‌است            | ۲۰۱۹ | هایدی         |                            |
| دندان شب                | ۲۰۲۱ | زویی          | فیلم اینترنتی              |
| آخرین نگاه‌ها            | ۲۰۲۲ | جین وایت      |                            |